# Dan McKee
Daniel J. McKee (Cumberland, 16 de junio de 1951) es un empresario y político estadounidense que se desempeña como gobernador de Rhode Island desde marzo de 2021. Miembro del Partido Demócrata, anteriormente se desempeñó como vicegobernador de Rhode Island de 2015 a 2021.

## Biografía
Nacido en Cumberland, Rhode Island, McKee recibió su título universitario de Assumption College y su maestría en la Escuela Harvard Kennedy. Se desempeñó como miembro del consejo municipal de Cumberland de 1992 a 1998 y alcalde de Cumberland dos veces, de 2000 a 2004 y de 2006 a 2014. Fue elegido vicegobernador de Rhode Island en 2014. Cuando la gobernadora Gina Raimondo renunció para convertirse en secretaria de Comercio en el gabinete del presidente Joe Biden en 2021, McKee ascendió al cargo de gobernador de Rhode Island.

## Carrera política
En 2013, McKee anunció su candidatura para vicegobernador de Rhode Island, derrotando al secretario de estado de Rhode Island Ralph Mollis y al representante estatal Frank Ferri en las primarias demócratas. McKee se enfrentó a la republicana Catherine Terry Taylor, asistente legislativa y redactora de discursos de los senadores estadounidenses John Chafee y Lincoln Chafee. McKee ganó con el 54,3% de los votos. Fue reelegido en 2018.
El 7 de enero de 2021, el presidente electo Joe Biden seleccionó a la gobernadora de Rhode Island, Gina Raimondo, como su elección para la Secretaría de Comercio. Dado que McKee era el siguiente en la línea de sucesión, se convertiría en gobernador una vez que el Senado de los Estados Unidos confirmara a Raimondo. Fue confirmada el 2 de marzo de 2021 y presentó su renuncia como gobernadora poco después.
En febrero de 2021, McKee comenzó a formar una junta asesora de COVID-19 anticipando cada vez que se convertiría en gobernador de Rhode Island. Había criticado a la administración de Raimondo por el lento lanzamiento de la vacuna COVID-19.

## Gobernador de Rhode Island

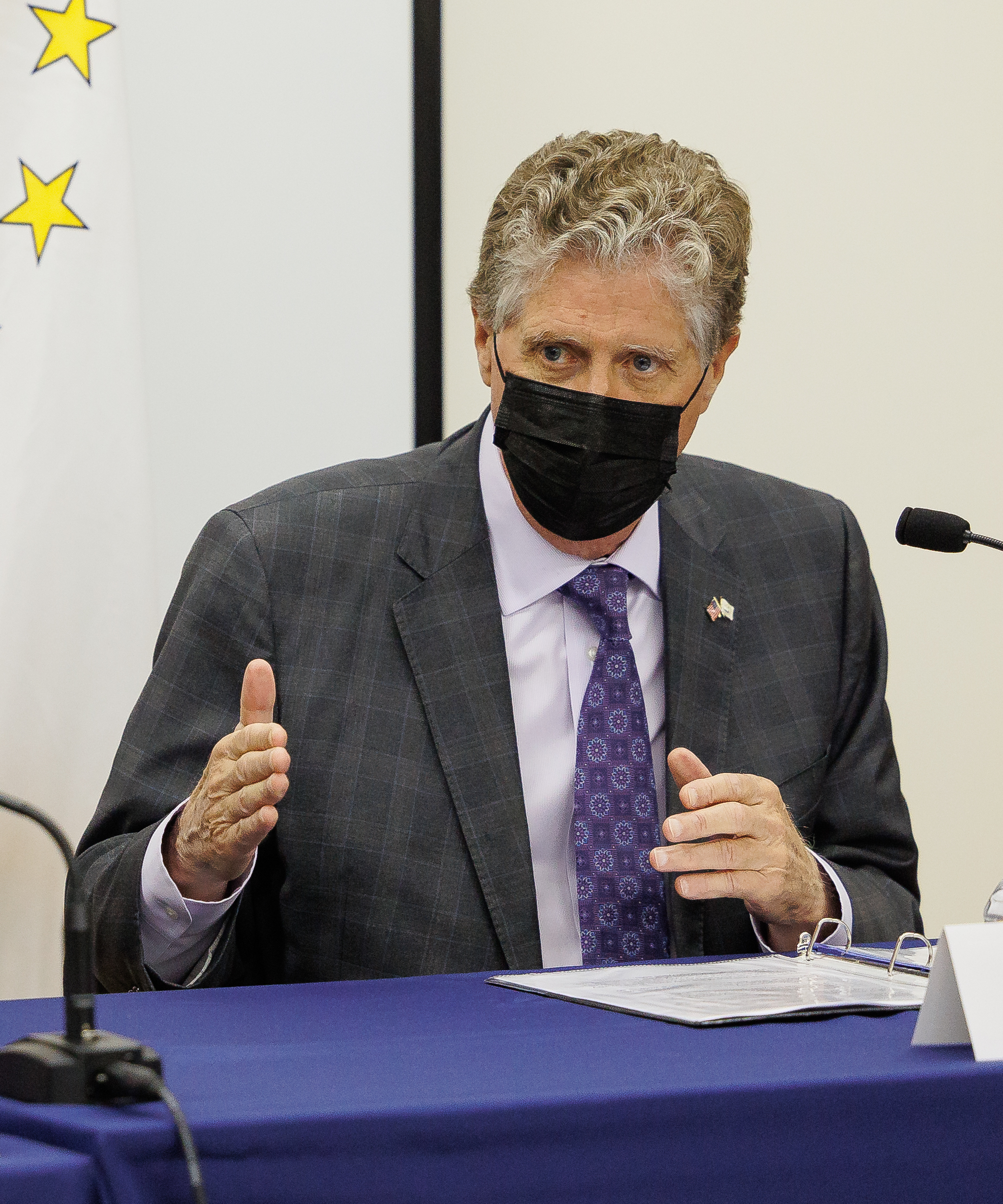
Mckee hablando en público durante la pandemia de COVID-19

McKee prestó juramento como el 76.º gobernador de Rhode Island el 2 de marzo de 2021 tras el nombramiento de Raimondo como secretario de Comercio de Estados Unidos. Se postula para un mandato completo en las elecciones de 2022.